# Bernardo di Stefano Rosselli
Bernardo di Stefano Rosselli (né à Florence et actif de 1450 - 1526) est un peintre italien, principalement actif à Florence. 

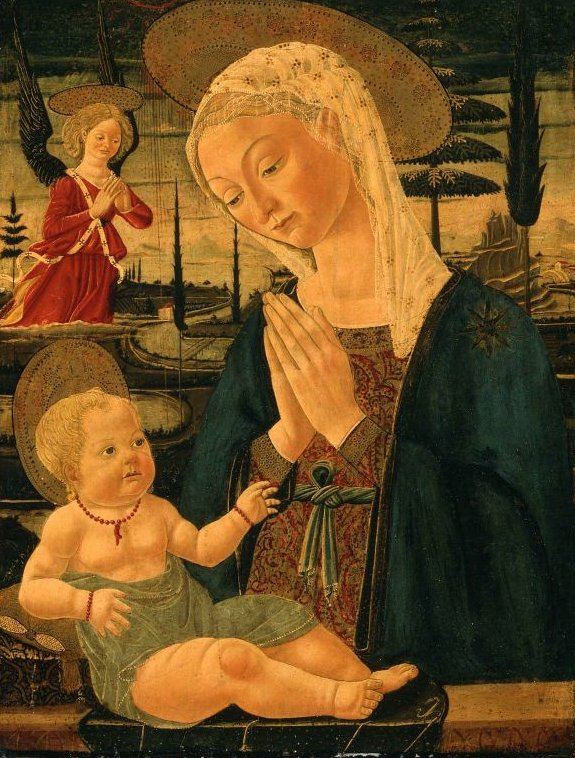
Vierge à l'Enfant et à l'Ange ,tempera sur panneau, attribuée à Rosselli, Museum of Fine Arts, Boston.

## Biographie
Bernardo di Stefano Rosselli était probablement un jeune adolescent, quand, avec son cousin Cosimo, il entre dans l'atelier de Neri di Bicci à Florence.  
Entre 1488 et 1499, il travaille à la décoration de la Sala dei Signori au Palazzo Vecchio de Florence.  
En 1499, il est payé pour un retable destiné à l'autel des Rucellai à l'église San Pancrazio de Florence. Certaines réminiscences archaïques sont reconnaissables dans certaines de ses œuvres, ce qui a conduit  un possible voyage à Rome. Il a peint une Madonna della Cintola avec des saints (1484) aujourd'hui au Princeton University Art Museum.